# Complejo los Arenales
Complejo los Arenales este o arie protejată (arie de protecție specială avifaunistică — SPA) din Spania întinsă pe o suprafață de 174,55 ha, integral pe uscat.

## Localizare
Centrul sitului Complejo los Arenales este situat la coordonatele 39°28′22″N 6°27′15″W / 39.472778°N 6.454167°V.

## Înființare
Situl Complejo los Arenales a fost declarat arie de protecție specială avifaunistică în decembrie 2004 pentru a proteja 45 de specii de animale.

## Biodiversitate
Situată în ecoregiunea mediteraneană, aria protejată conține 3 habitate naturale: Pseudostepă cu ierburi și specii anuale de Thero-Brachypodietea, Iazuri temporare mediteraneene, Pante stâncoase silicioase cu vegetație casmofită.
La baza desemnării sitului se află mai multe specii protejate:
- păsări (44): fluierar de munte (Actitis hypoleucos), ciocârlie-de-câmp (Alauda arvensis), pescăruș albastru (Alcedo atthis), rață lingurar (Anas clypeata), rață pitică (Anas crecca), rață fluierătoare (Anas penelope), rață mare (Anas platyrhynchos), rață pestriță (Anas strepera), fâsă de luncă (Anthus pratensis), stârc cenușiu (Ardea cinerea), stârc roșu (Ardea purpurea), rață-cu-cap-castaniu (Aythya ferina), Bubulcus ibis, fugaci de țărm (Calidris alpina),  prundaș gulerat mic (Charadrius dubius), chirighiță-cu-obraz-alb (Chlidonias hybridus), barză albă (Ciconia ciconia), barză neagră (Ciconia nigra), erete de stuf (Circus aeruginosus), egretă albă (Egretta alba), egretă mică (Egretta garzetta), lișiță (Fulica atra), Galerida theklae, becațină comună (Gallinago gallinago), piciorong (Himantopus himantopus), pescăruș negricios (Larus fuscus), pescăruș râzător (Larus ridibundus), gaia neagră (Milvus migrans), codobatură galbenă (Motacilla alba), stârc de noapte (Nycticorax nycticorax), cormoran mare (Phalacrocorax carbo), flamingo roz (Phoenicopterus roseus), codroș de munte (Phoenicurus ochruros), pitulice de munte (Phylloscopus collybita), lopătar (Platalea leucorodia), ploier auriu (Pluvialis apricaria), corcodel mare (Podiceps cristatus), chiră mică (Sterna albifrons), corcodel mic (Tachybaptus ruficollis), fluierar cu picioare verzi (Tringa nebularia), fluierarul de zăvoi (Tringa ochropus), fluierarul cu picioare roșii (Tringa totanus), pupăză (Upupa epops), nagâț (Vanellus vanellus)
- reptile (1): Mauremys leprosa